# Dvärgrisfisk
Dvärgrisfisk (Oryzias minutillus) är en fiskart som beskrevs av Smith, 1945. Dvärgrisfisk ingår i släktet Oryzias och familjen Adrianichthyidae. IUCN kategoriserar arten globalt som livskraftig. Inga underarter finns listade i Catalogue of Life.